# Baranyi Péter (színművész, 19. század)
Baranyi Péter (19. század) színész.

## Élete
1837–1838-ban a Nemzeti Színház tagja volt, azután vándorszínész lett. Az 1840-es években Nagyváradon játszott. 1853–1854-ben az aradi dalszínész-társaság súgója volt.

## Munkái
- Több színművet fordított úgymint „Pajzán fiu (Pajkos jurista czímmel is)”, vígjáték. 5 felv. Kotzebue után; (előadták Budán 1833. aug. 13-tól – 1836-ig és Kassán 1836. nov. 27.)
- Doctor Pipiter, vagy négy vőlegény egy menyasszony, vigj. 3 felv. Gleich A. J. után németből; (Budán, 1834. jan. 6-án került először színre.)
- Frankfurti nagy vásár, színjáték. 5 felv. Birch-Pfeiffer K. után, (Budán 1834. jan. 6. adták elő, mikor a fordító is játszott.)
- Így változik a világ, vígj. 2 felv. (ford.).
- Mézeskalácsos Róza, Birch-Pfeifer után ford. (1834. dec. 19-én adták először a budai szinpadon és 1835–36-ban ismételték.)
- Önálló munkája: „Szinházi emlény” 1854-re. Arad.